# Cua de ventall de les Tanimbar
El cua de ventall de les Tanimbar (Rhipidura opistherythra) és un ocell de la família dels dicrúrids (Dicruridae).

## Hàbitat i distribució
Habita els boscos de les terres baixes de les illes Tanimbar.